# 온천

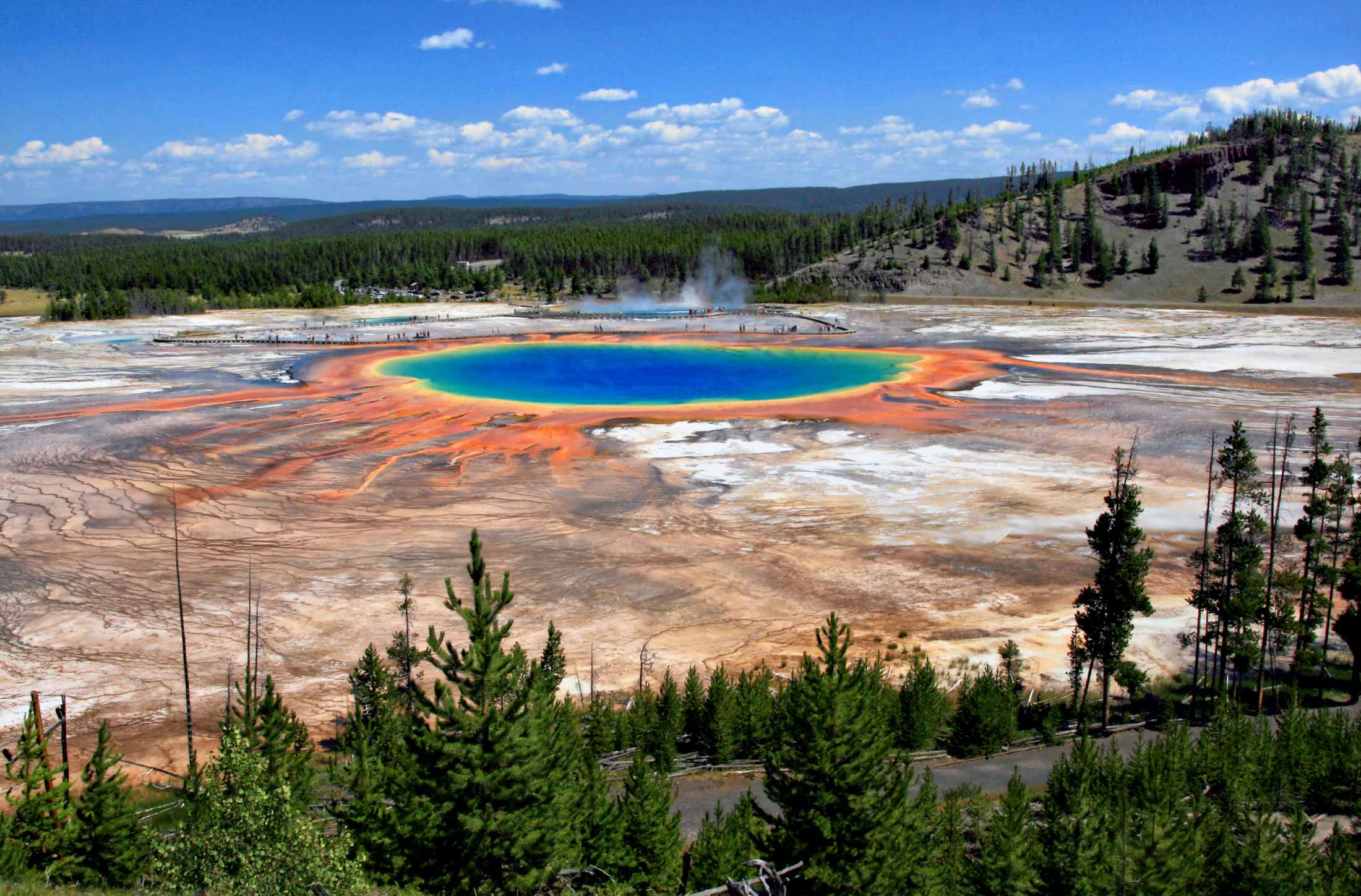
옐로스톤 국립공원의 거대 온천.

온천(溫泉, hot spring)은 화산활동 또는 높은 지열의 영향으로 데워진 고온의 지하수가 지표 위로 드러난 것이며 해수탕(海水蕩)은 바닷물을 이용한 온천의 일종이다.
대한민국에서는 25℃ 이상의 지하수를 온천으로 규정하고 있다. 이 때문에 무더운 여름에 온천검사를 하는 경우 이 온도를 상위하는 문제점이 있다.
보통 지하의 여러 광물을 포함하고 있는 경우가 많아서 온천에서 목욕을 하면 여러 가지 건강에 도움이 되는 것으로 알려져 있다. 온천은 주로 화산대를 따라 분포하며, 환태평양 지진대가 지나는 일본에는 곳곳에 많은 온천이 분포하고 있다. 그러나, 건강에 도움이 되지 않는 유해물질이 포함된 경우도 있다. 이 경우에는 온천욕을 금하는 표지가 있다.
쾌적한 온욕이 가능한 온천에는 건강·심리적 안정을 위한 입욕 시설이 들어서기도 하지만, 어떤 온천은 신체를 담글 시 화상을 입거나 사망할 정도로 뜨거워서 접근이 금지되기도 한다.

## 온천의 이용

### 역사
온천은 수천년 동안 인류가 즐겨왔다. 일본에서는 2천년이 넘는 기간 동안 청결과 휴식을 위해 이용해 왔다. 그러다 온천욕이 질병 치료에 효과가 있다는 것을 알게되어 질병 치료에 사용되기 시작했다. 일본원숭이는 추위를 막기 위해 노천 온천에 몸을 담그기도 하며, 이를 이용해 일본 북부까지 서식지를 확장했다.

## 대한민국의 유명 온천

### 경기도
- 김포시 약암온천
- 이천시 이천온천
- 여주시 여주온천
- 화성시 월문온천
- 화성시 율암온천
- 화성시 발안식염온천
- 포천시 신북온천

### 강원특별자치도
- 속초시 척산온천
- 양양군 오색온천
- 인제군 필례온천

### 대전광역시
- 유성구 유성온천

### 충청북도
- 청주시 초정온천
- 충주시 수안보온천
- 충주시 문강온천
- 충주시 앙성온천

### 충청남도
- 아산시(통폐합 전 온양군) 온양온천
- 아산시(통폐합 전 아산군) 아산온천
- 아산시(통폐합 전 신창군) 도고온천
- 예산군(통폐합 전 덕산군) 덕산온천지구유
- 예산군(통폐합 前 대흥군) 대흥온천

### 전북특별자치도
- 부안군 변산온천

### 전라남도
- 담양군 담양온천
- 영암군 월출산온천
- 화순군 화순온천

### 대구광역시
- 달성군 가창면 스파밸리
- 달성군 약산온천
- 달서구 온천엘리바덴

### 경상북도
- 영주시 풍기온천
- 울진군 백암온천
- 울진군 덕구온천
- 문경시 문경온천
- 경산시 상대온천
- 경산시 석정온천
- 경산시 갓바위 워터피아 온천
- 청도군 청도온천
- 청도군 용암온천
- 경주시 불국사온천
- 포항시 영일만온천

### 경상남도
- 창녕군 부곡온천
- 거제시 거제도해수온천
- 창원시 마금산온천
- 창원시 소답온천

### 부산광역시
- 동래구 동래온천
- 해운대구 해운대온천

### 울산광역시
- 범서읍 범서지지온천워터피아

## 세계의 유명 온천

### 북한의 온천
- 금강산온천
- 평남온천
- 석탕온천
- 옹진온천
- 신천온천
- 배천온천
- 온수평온천
- 내곡온천
- 온포온천
- 경성모래온천
- 온양온천
- 양덕온천
- 종달온천
- 세천온천
- 황진온천
- 성천온천
- 운산온천

### 일본의 온천
- 도고 온천
- 벳푸 온천
- 유노카와 온천
- 하코네 온천

### 미국의 온천
- 팜 스프링스
- 핫 스프링스
- 시카모어 온천

### 아이슬란드의 온천
- 레이캬달루르 - 레이캬비크에서 차를 몰고 45분 정도 걸리는 크베라게르디(Hveragerði) 마을에 있는 온천이다.[2]
- 셀리야발랄로이그 - 지열수영장[3]
- 흐루날로이그 - 플루디르(Flúðir) 마을에서 가까운 온천이지만, 지금은 입욕할 수 없다.[4]
- 그료타기야(Grjótagjá) - 북쪽 아이슬란드에 있는 온천이다.[5]
- 비티(Viti) - 온천의 수온이 20°C~60°C를 왔다 갔다 하는 화산 온천이다.[6]

## 같이 보기
- 온천 마을
- 간헐천